# Sphyraena japonica
Sphyraena japonica és un peix teleosti de la família dels esfirènids i de l'ordre dels perciformes.
Pot arribar als 35 cm de llargària total.